# Adiantum smithianum
Adiantum smithianum là một loài dương xỉ trong họ Pteridaceae. Loài này được C. Chr. Ching mô tả khoa học đầu tiên năm 1957.